# Albert Haemmerle
Albert Haemmerle, auch Hämmerle, (* 27. April 1899 in Augsburg; † 27. Januar 1976 in München) war ein deutscher Kunst- und Papierhistoriker, der vor allem als Buntpapierexperte internationale Beachtung fand.

## Leben
Bereits als junger Mann wurde er vom Gründungsdirektor Peter Jessen mit den Beständen der Staatlichen Kunstbibliothek in Berlin und der dortigen Buntpapiersammlung vertraut gemacht. Zunächst war er am Maximilianmuseum in Augsburg unter der Leitung des Archäologen Ludwig Ohlenroth tätig. Ein Museumsskandal führte zu beider Entlassung. Obwohl er voll rehabilitiert wurde, konnte er anschließend nur noch als freier Forscher arbeiten. Die folgenden Jahrzehnte befasste er sich intensiv mit der Geschichte der Stadt Augsburg, ihrer Bürger und Kunsthandwerker. Er bearbeitete Hochzeitsbücher, Leibgedingbücher, Mitgliederverzeichnisse und Necrologien. Sein Interesse galt dem Aufkommen von Lithographie und Photographie. Viele seiner Forschungsergebnisse veröffentlichte er als Privatdrucke oder in den 1935 von ihm gegründeten Viertel-Jahresheften zur Kunst und Geschichte Augsburgs, darunter auch eine erste Arbeit über Augsburger Buntpapier. Diese Forschungsarbeiten empfahlen ihn der Buntpapierfabrik AG, Aschaffenburg, und deren erstem Vorstand, Guido Dessauer, als Verfasser einer Geschichte des Buntpapiers, die anlässlich des 150-jährigen Jubiläums der Buntpapierfabrik 1961 erscheinen sollte. Er reaktivierte seine Kontakte zu der nach Cambridge emigrierten Buntpapiersammlerin Olga Hirsch. Ihre Sammlung und ihre Fachbibliothek standen somit für seine Arbeit zur Verfügung (heute befindet sich diese Sammlung als The Olga Hirsch Collection of Decorated Papers in der British Library in London). Durch seine Auftraggeber entsprechend unterstützt konnte er wichtige Kulturzentren besuchen und dort Recherchen anstellen. Unter anderem suchte er mit mehr oder weniger großem Erfolg die Städte Nürnberg, Leipzig, Berlin, Venedig, Rom, Wien, Paris und London auf und trug eine große Fülle an Bildmaterial zusammen.
Es entstand das bedeutende Standardwerk zur Geschichte des Buntpapiers – Der Haemmerle. Es befasste sich mit dem Aufkommen des Buntpapiers, dem Beruf des Buntpapierers und dem Buntpapierhandel. Es folgte eine ausführliche Darstellung der Techniken des Buntpapiers und ihrer Geschichte – behandelt wurden unter anderem einfarbig gestrichene Papiere, gesprenkelte Papiere, Velourpapiere, die Buntpapiere des Nahen Osten und das „Türkisch Papier“, Modeldruckpapiere, Bronzefirnispapiere, Buntpapiere in Kupferstichtechnik, geprägte Brokatpapiere, alte Metallpapiere, französische Dominotierpapiere, Kleisterpapiere einschließlich der Herrnhuter Papiere, Kattunpapiere, Maroquinpapiere und andere Imitationspapiere, schließlich Phantasiepapiere. Buntpapiere aus industrielle Erzeugung und Buntpapiere aus kunstgewerblicher Erzeugung aus dem frühen 20. Jahrhundert wurden hingegen nur noch kursorisch unter Nennung einer Vielzahl von Erzeugern erwähnt. Eine Ausgabe des Werks war mit einem Anhang 150 Jahre Buntpapierfabrik AG Aschaffenburg versehen, eine Buchhandelsausgabe des Werks hingegen wies an Stelle dieser Firmengeschichte ein Verzeichnis von Brokat-Papieren auf. In dem ein Jahr nach dem Tod von Albert Haemmerle erschienenen Nachdruck wurde dieses Verzeichnis wesentlich erweitert und durch Angaben von Hans Rammler ergänzt. Dieses ist noch immer eine unverzichtbare Referenz für Sammler und Antiquariatshandel.
Auf Basis seiner intimen Materialkenntnisse kuratierte Haemmerle 1965 Buntpapierausstellungen in Berlin und München, die u. a. auf die Sammlungen der Kunstbibliothek Berlin und des Germanischen Nationalmuseums in Nürnberg zurückgriffen.
Parallel dazu entstanden mehrere Arbeiten, die sich mit der Familie Dessauer und den Wasserzeichen des Alois Dessauer befassten. Zudem übernahm er die kunstwissenschaftliche Aufarbeitung der Buntpapiersammlung von Guido Dessauer, die anschließend an die Königliche Bibliothek der Niederlande in Den Haag verkauft wurde und dort einen wichtigen Teilbestand der Papierhistorischen Sammlungen darstellt.
Nach Erstellung des Buntpapier-Werks übertrug ihm Guido Dessauer in seiner Funktion als Obmann des Zellcheming-Fachausschusses für Papiergeschichte und Wasserzeichenkunde als ständiger freier Mitarbeiter die Leitung der Forschungsstelle Papiergeschichte in Mainz. Nun rückten auch verstärkt wasserzeichenkundliche Fragen in den Fokus seiner Aufmerksamkeit. Von Toni Schulte, seiner Vorgängerin in diesem Amt, übernahm er auch die Aufgabe, verdiente Papierhistoriker wie Adolf Benedello oder Emile Joseph Labarre zu würdigen oder für die Geschichte der Papiermacherei bedeutsame Persönlichkeiten für die Neue Deutsche Biographie zu bearbeiten: Leo Gottstein, den Gründer des Feldmühle-Konzerns, Carl Hofmann, den Gründer der Papier-Zeitung, Moritz Friedrich Illig oder Ernst Kirchner. Schließlich wirkte er an der Verlegung der Forschungsstelle Papiergeschichte von Mainz an das Deutsche Museum in München mit, wo er nach dem Zweiten Weltkrieg in Schwabing gelebt hatte.
1975 erhielt er den Ehrenring Papiergeschichte insbesondere in Würdigung seiner von 1963 bis 1973 erfolgten Tätigkeit für die Forschungsstelle Papiergeschichte verliehen, deren Präsenzbibliothek er in dieser Zeit zu einer bedeutenden Dokumentationsstelle ausgebaut hatte.

## Veröffentlichungen (Auswahl)
- Buntpapier. Herkommen, Geschichte, Techniken, Beziehungen zur Kunst. Unter Mitarbeit von Olga Hirsch. Callwey, München 1961; Veränd. u. erw. Nachdruck. Callwey, München 1977. ISBN 3-7667-0388-9
- Vom Beruf des Buntpapierers und vom Buntpapierhandel. In: Der Papiermacher, Jahrgang 13, 1963, Heft 9, S. 136–139.
- Alphabetisches Verzeichnis der Berufs- und Standesbezeichnungen vom ausgehenden Mittelalter bis zur neueren Zeit. [Selbstverl.], München, Ainmillerstr. 6, 1933; Reprint: Olms, Hildesheim 1966 bzw. 1998. ISBN 978-3-487-05913-6.
- Die Anfänge des Holzstiches in Deutschland. In: Gutenberg-Jahrbuch, 1967, S. 228–231.
- Die Buntpapiere. In: Tapeten. Band 1. Hrsg. von Heinrich Olligs. Klinkhardt & Biermann, Braunschweig 1970, S. 145–195.
- Das Rätsel um das Wappen Johannes Gutenbergs. In: Gutenberg-Jahrbuch 1971, S. 31–35.